# Unix-подобная операционная система

Генеалогическое древо Unix-подобных операционных систем

Unix-подобная операционная система (иногда сокр. как *nix или UN*X) — операционная система, которая образовалась под влиянием Unix. Термин включает свободные/открытые операционные системы, образованные от Unix компании Bell Labs или эмулирующие его возможности, коммерческие и запатентованные разработки, а также версии, основанные на исходном коде Unix. Нет стандарта, определяющего термин, и допустимы различные точки зрения о том, считать определённый продукт Unix-подобным или нет.

## Термин «Unix-подобный» и торговая марка UNIX
The Open Group обладает торговой маркой UNIX и управляет разработкой стандарта Single UNIX Specification, где слово «UNIX» используется как знак соответствия. Они не приветствуют употребление термина «UNIX-подобный» и считают, что это злоупотребление их товарным знаком. Руководства, изданные группой, требуют использования заглавных букв в названии UNIX либо выделение другим способом от остального текста, одобряют использование слова «UNIX» как прилагательного в сочетании с такими словами, как «система», и не одобряют написание через дефис (относится к английским текстам). Наиболее близкий термин, который они сочли бы корректным, был бы Unix system-like.
В 2007 году Wayne R. Gray пытался оспорить в суде возможность использования слова «UNIX» как товарного знака, но проиграл процесс. Суд поддержал статус товарного знака и право собственности на него.
Также в 2007 году X/Open Company Ltd. настояла на том, чтобы немецкий Университет Касселя не использовал UNIX в качестве сокращения.

## Категории
Деннис Ритчи, один из создателей Unix, выразил своё мнение, что Unix-подобные системы, такие, как Linux, являются де-факто Unix-системами. Эрик Рэймонд предложил разделить Unix-подобные системы на 3 типа:
- Генетический Unix: Системы, исторически связанные с кодовой базой AT&T. Большинство, но не все коммерческие дистрибутивы Unix-систем попадают под эту категорию. Так же, как и BSD-системы, которые являются результатами работы университета Беркли в поздних 1970-х и ранних 1980-х. В некоторых из этих систем отсутствует код AT&T, но до сих пор прослеживается происхождение от разработки AT&T.
- UNIX по товарному знаку, или бренду: эти системы, в основном коммерческого характера, были определены The Open Group как соответствующие Единой спецификации UNIX, и им разрешено носить имя UNIX. Большинство этих систем — коммерческие производные кодовой базы UNIX System V в той или иной форме (например, Amiga UNIX), хотя некоторые (например, z/OS компании IBM) заслужили торговую марку через слой совместимости с POSIX, не являясь, по сути, Unix. Многие старые Unix-системы не подходят под это определение.
- Unix по функциональности: В целом, любая система, поведение которой примерно соответствует спецификации UNIX. К таким системам можно отнести Linux, Minix и BSD/OS, которые ведут себя подобно Unix-системе, но не имеют генетических связей с кодовой базой AT&T. Большинство свободных/открытых реализаций Unix, являясь генетическим Unix или нет, подпадают под ограниченное определение этой категории в связи с дороговизной сертификации The Open Group, которая стоит несколько тысяч долларов.

Cygwin, не являясь операционной системой, предоставляет Unix-подобную среду в Microsoft Windows; также существуют сервисы Microsoft Windows для Unix.

## Развитие Unix-подобных систем
Unix-системы начали появляться с поздних 1970-х и ранних 1980-х. Много проприетарных версий, таких, как Idris (1978), Coherent (1983) и UniFLEX (1985), ставили целью обеспечить нужды бизнеса функциональностью, доступной обученным пользователям Unix.
Когда AT&T разрешила коммерческое лицензирование Unix в 1980-х, множество разработанных проприетарных систем основывалось на этом, включая AIX, HP-UX, IRIX, Solaris, Tru64 UNIX, Ultrix и Xenix. Это во многом вытесняло проприетарные клоны. Растущая несовместимость между системами привела к созданию стандартов взаимодействия, в том числе POSIX и Единой спецификации UNIX.
Между тем в 1983 году был запущен проект GNU, благодаря которому удалось сделать операционную систему, которую все пользователи компьютера могли свободно использовать, изучать, исправлять, пересобирать. Различные Unix-подобия разрабатывались аналогично GNU, часто с теми же основными компонентами. Они, прежде всего, служили дешёвым замещением Unix и включали 4.4BSD, Linux  и Minix. Некоторые из них послужили основой для коммерческих Unix-систем, таких, как BSD/OS и macOS. Примечательно, что Mac OS X 10.5 (Leopard) сертифицирован Единой спецификацией UNIX.

## Примеры

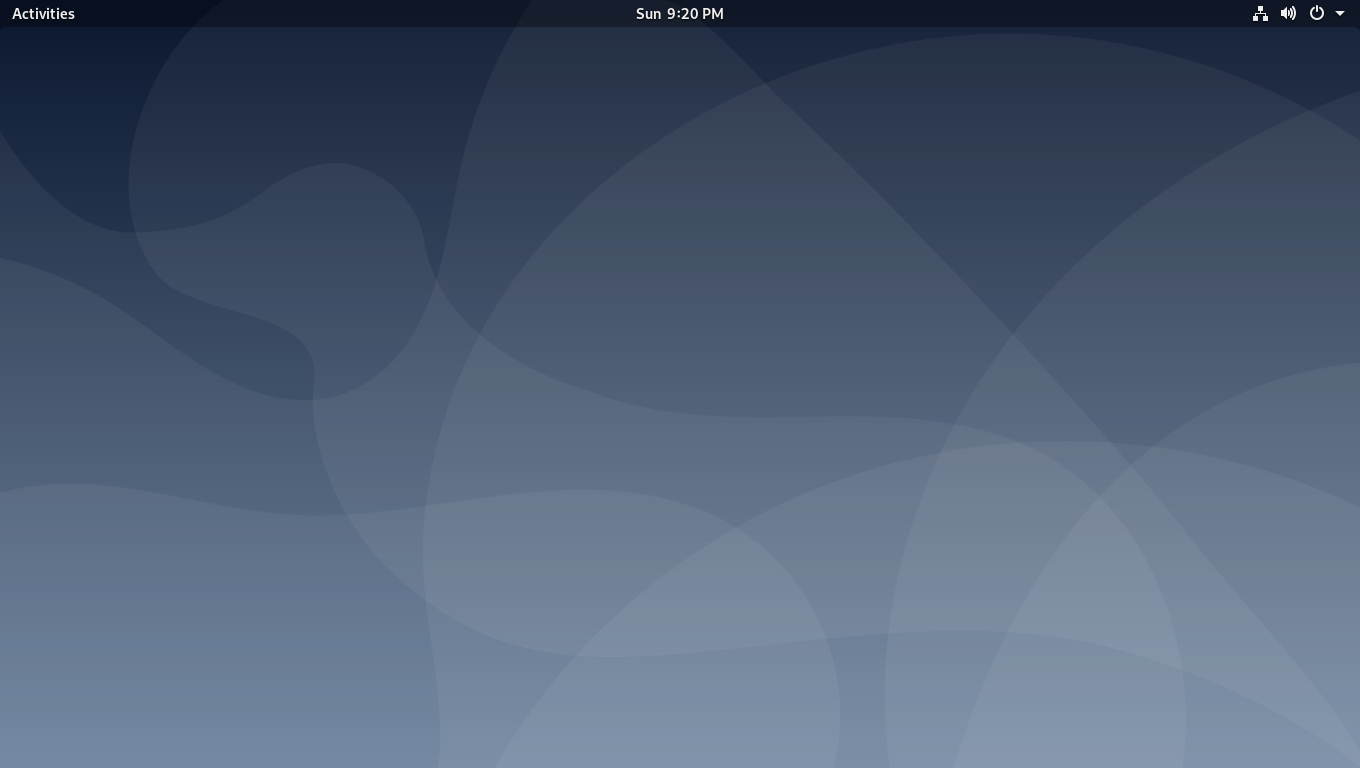
Debian GNU/Linux, популярный дистрибутив GNU/Linux

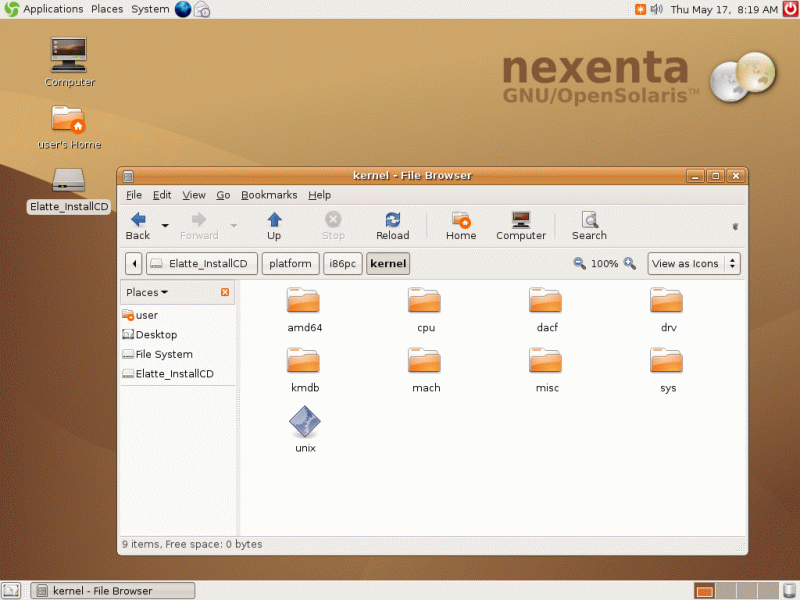
Nexenta OS, популярный дистрибутив OpenSolaris

Большинство разработчиков открытых Unix-систем не добивается сертификации UNIX для своего продукта даже в качестве компромисса, так как стоимость сертификации считается недопустимо высокой. Для таких систем иногда используют термин «Freenix». Примером являются GNU, Linux, Minix, OpenSolaris, Plan 9 и BSD со своими потомками, такими, как FreeBSD, NetBSD и OpenBSD.

## Исследовательские системы
- Unix (разработана Bell Labs в 1970 году, идея Кена Томпсона)
- Mach (от разработчиков ядер ОС в CMU; см.: NeXTSTEP)
- xv6 (учебная ОС, сделанная в MIT)
- K42 (разрабатывается в IBM)
- MISS (первая отечественная[уточнить] Unix-подобная операционная система)
- ДЕМОС (советский клон Unix)
- ИНМОС (Инструментальная мобильная операционная система — разработана в СССР в 1985 году в ИНЭУМ Институт электронных управляющих машин, головное КБ Минприбора).

Есть множество запатентованных Unix-подобий, таких, как: AIX, HP-UX, IRIX, macOS, LynxOS, QNX, SCO OpenServer, Solaris, Tru64 UNIX, UnixWare, Xenix и VxWorks.